# 米元陽花
米元陽花（日语：／ Yonemoto Haruka，1990年12月7日—），日本女子羽毛球運動員。廣島縣出生，畢業於廣島市立翠町中学校及青森山田高校，曾加入NTT東日本株式會社，其後加入西京銀行，現隸屬於該行的總合企畫部，並為ACT SAIKYO羽毛球隊的成員。其兄長米元優樹與雙胞胎妹妹米元小春同為羽毛球運動員。

## 簡歷
2016年2月，米元陽花出戰雪梨羽毛球國際賽，與今井優步合作贏得女子雙打冠軍。

## 主要比賽成績
只列出曾進入準決賽的國際賽事成績：
| 年份   | 賽事             | 公開賽級別 | 項目     | 拍檔     | 成績 |
| ------ | ---------------- | ---------- | -------- | -------- | ---- |
| 2016年 | 雪梨羽毛球國際賽 | 國際系列賽 | 女子雙打 | 今井優步 | 冠軍 |

| 2007-2017年 | 首要超級賽 | 超級賽 | 黃金大獎賽 | 大獎賽 | 國際挑戰賽 | 國際系列賽 | 未來系列賽 | 其他 |

| 2018-2026年 | 總決賽 | 超級1000賽 | 超級750賽 | 超級500賽 | 超級300賽 | 超級100賽 | 國際挑戰賽 | 國際系列賽 | 未來系列賽 | 其他 |